# Santa Cristina de la Polvorosa (kommun)
Santa Cristina de la Polvorosa är en kommun i Spanien.   Den ligger i provinsen Provincia de Zamora och regionen Kastilien och Leon, i den nordvästra delen av landet, 240 km nordväst om huvudstaden Madrid. Antalet invånare är 1 161.